# Rennyo

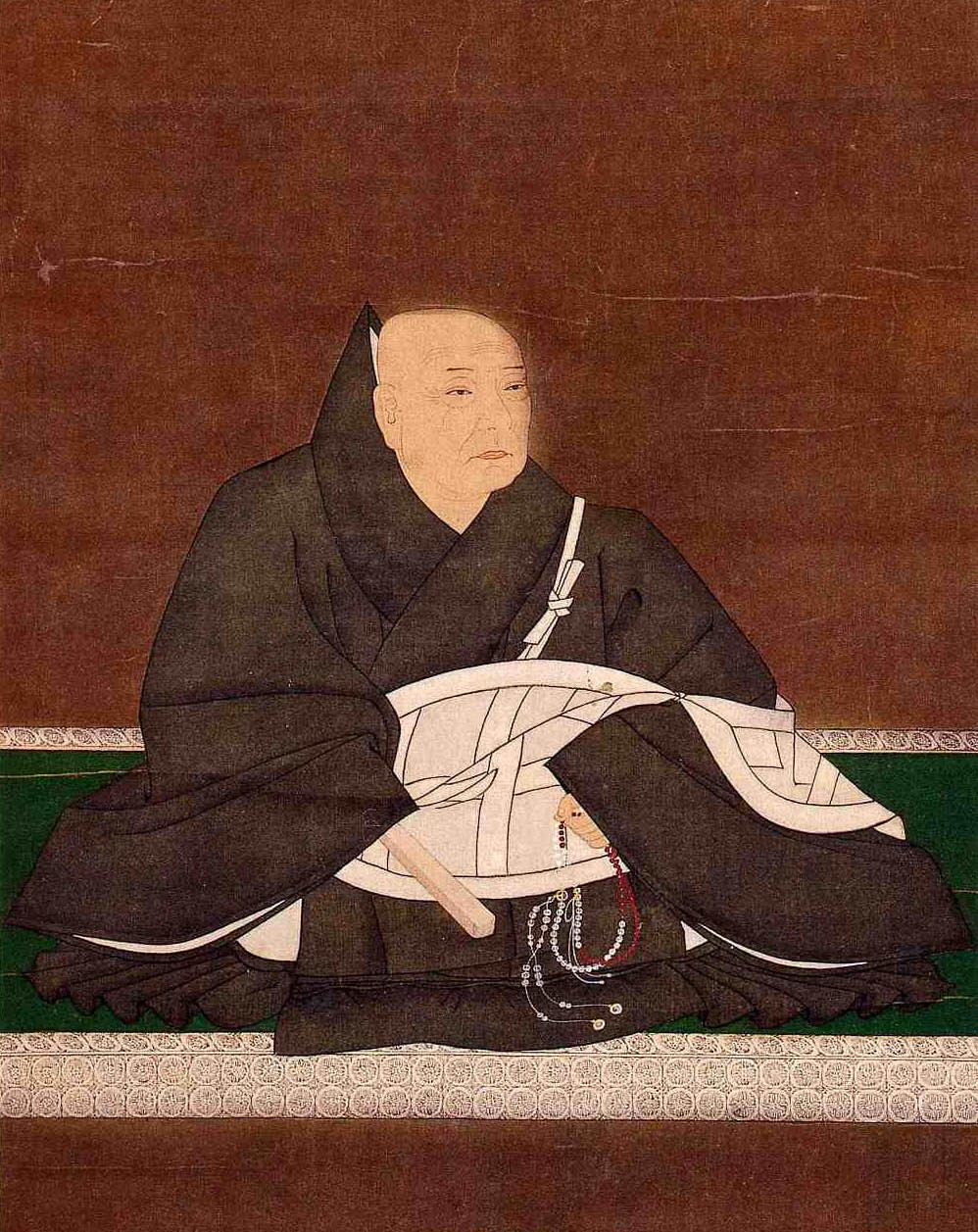
Rennyo

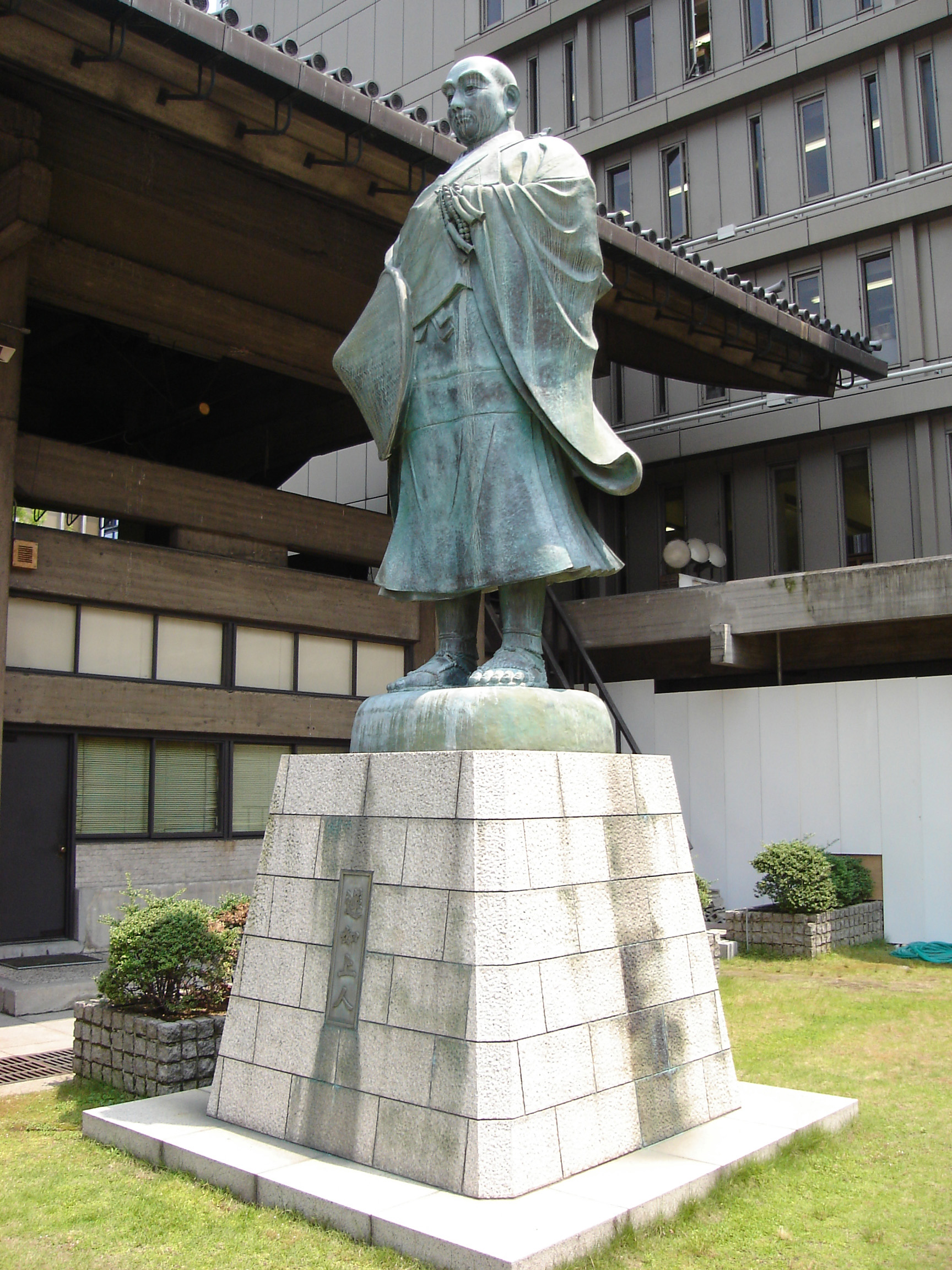
Rennyo-Statue in Osaka

Rennyo (japanisch 蓮如; * 25. Februar 1415 in Kyōto; † 25. März 1499 in Yamashina-ku, Kyōto) war ein Nachkomme des Shinran-Shōnin in der 8. Generation und Reformer der Jōdo-Shinshū-Richtung des Buddhismus während der Muromachi-Zeit.

## Leben
Rennyo, ältester Sohn von Zonnyo (存如; posthum Enken Hōshi), wurde von Chūnagon Kanesato (中納言 兼郷) adoptiert. Im Alter von 16 Jahren wurde er Mönch im Tempel Hongan-ji unter dem Namen Kenju (兼壽), wurde aber allgemein „Chūnagon-Hōshi“ genannt. Sein Ansehen als eine Art Heiliger und als hervorragender Redner weckte den Neid der Mönche vom Kloster Enryaku-ji, was dazu führte, dass er Kyōto verlassen musste. Nachdem er die östlichen Provinzen bis nach Echigo predigend durchwandert hatte, kehrte er nach Kyōto zurück, beanspruchte die Leitung des Hongan-ji und wurde 1457 Abt des Tempels. Kurz darauf wurde er von Kaiser Go-Hanazono empfangen, der ihn auf eigene Kosten im Tempel aufgesucht hatte. Diese Gunst verärgerte die Mönche vom Enryaku-ji so, dass sie den Hongan-ji in Brand steckten. Rennyo konnte gerade noch entkommen, wobei er die Statue Shinrans mitnahm und so rettete.
Er nahm wieder das Wanderleben auf, errichtete Tempel in Chikamatsu in der Provinz Ōmi und in Yoshizaki in der Provinz Echizen den Yoshizaki Gobō (吉崎御坊). Er arbeitete bereits fünf Jahre in Yoshizaki, als die Mönche vom Tempel Senju-ji (専修寺) des Takada-Zweiges des Shinshū auf seine Erfolge eifersüchtig wurden. Sie griffen den Tempel 1475 an und zerstörten ihn vollständig. Rennyo machte sich wieder auf den Weg und gründete die Tempel Kōzen-ji (光善寺; Kawachi), Kyōgō-ji (Settsu) und Shinshū-ji (Kawachi).
Danach wählte er 1480 das Dorf Yamashina (山科; Yamashiro) aus als Standort für den Wiederaufbau des Hongan-ji. Dort starb er im Alter von 85 Jahren. Sein direkter Nachfolger erhielt 1521 den Titel Monzeki. Rennyo selbst wurde 1882 posthumen mit dem Titel „Etō Daishi“ (慧燈大師) geehrt. Seine Nachkommen in der Meiji-Zeit, die Äbte des inzwischen in einen Ost- und West-Tempel geteilten Hongan-ji, waren die Grafen Ōtani.

## Wirken
Rennyo verhalf dem Yōdo-Shinshū zum Durchbruch, indem er dessen Lehren von der Erlösung durch Buddha Amida (Sanskrit: Amitabha) in allen Bevölkerungskreisen und vielen geographischen Regionen Japans in einer von Kriegen (Ōnin-Krieg) und Konflikten zerrissenen Zeit verbreitete. Volker Zotz urteilt: „Denkt man in Dimensionen von Anhängerzahlen und dem Schaffen dauerhafter Institutionen, zählt Rennyo zweifellos zu den erfolgreichsten Buddhisten.“ Aus diesem Grund bekam er den Ehrentitel Rennyo Shōnin (蓮如上人).
Wie der Apostel Paulus bei seiner Mission für das Christentum, bediente sich Rennyo zur Verbreitung seiner buddhistischen Lehren in effektiver Weise des Hilfsmittels der Briefe (Gobunsho), die er an Anhänger in allen Teilen des Landes schickte. Rennyo gilt auch als Wegbereiter für die Besserstellung der Frauen in Gesellschaft und Religion. Gerade diesem Anliegen der Erlösung der Frauen vom Leiden bzw. ihrem Eintreten ins Reine Land widmet sich Rennyo, mehr noch als Hōnen und Shinran in zahlreichen Briefen. Gemäß Rennyo widmete sich Amida im 35. Gelübde (Großes Reine Land Sutra) insbesondere der Errettung der Frauen.
Für Europa stellte als erster Buddhist Harry Pieper (1907–1978) Elemente der Lehre Rennyos in den Mittelpunkt der religiösen Praxis, indem er seine Schüler dessen Bekenntnisformel Ryōgemon rezitieren ließ. Diese Bekenntnisformel drückt aus, dass man sich aller Übungen außer der Rezitation von „Namu Amida Butsu“ enthalten will, um sich ganz im Sinn von Shinran nur auf die Rettung durch den Buddha Amida zu verlassen.